# 吉川屋
吉川屋（よしかわや）は、福島県福島市の飯坂温泉郷に所在するホテルである。

## 施設
福島交通飯坂線飯坂温泉駅から北西へ約2km。歓楽型温泉の要素のある飯坂温泉の中心部から奥まった、奥飯坂温泉とも呼ばれる穴原温泉に位置する。「層雲閣」「紫雲閣」「紅雲閣」「凌雲閣」の4館からなり、最も新しい凌雲閣は地上11階建て。総客室数は100室。
自家源泉を有しており、泉質は弱アルカリ性単純温泉。浴室は凌雲閣1階の「藤太の湯」と露天風呂「さるあみの湯」、紫雲閣1階の「弁天の湯」と露天「かもしかの湯」があり、いずれも摺上川渓谷と対岸の片倉山の景観を望む。他に、貸切風呂「湯野〜YUNO〜」や、露天風呂付客室がある。
料理長は関西で修業を積み、2019年の旅行新聞新社主催第44回「プロが選ぶホテル・旅館100選」料理部門で全国3位、総合部門10位に入選している。福島県北部は桃の産地で知られ、夏季には桃をふんだんに使った創作会席料理を提供する。館内には2023年4月に、江島神社から分霊した撫で桃を御神体とした「もも神社」が創建された。
七代目社長の畠正樹は漫画に造詣が深く、稼働率が下がっていたクラブを2023年4月に改装し、4000冊の漫画を所蔵するブックラウンジ「ふくろう」をオープンした。飯坂温泉では地域ぐるみで温泉むすめ「飯坂真尋」を通じた取り組みを進めており、オリジナルグッズの販売や等身大パネル・「祭壇」の設置、コラボ宿泊プランを実施している。七代目社長は大学時代より本格的に漫画を描いており、創業170周年の際には穴原温泉開湯の言い伝えの俵藤太伝説にちなんだオリジナルキャラクター「かむろみ三姉妹」を制作した。創業180周年に合わせ、温泉むすめの公式イラストレーターのらぐほのえりかがリメイクした等身大パネルが作成された。

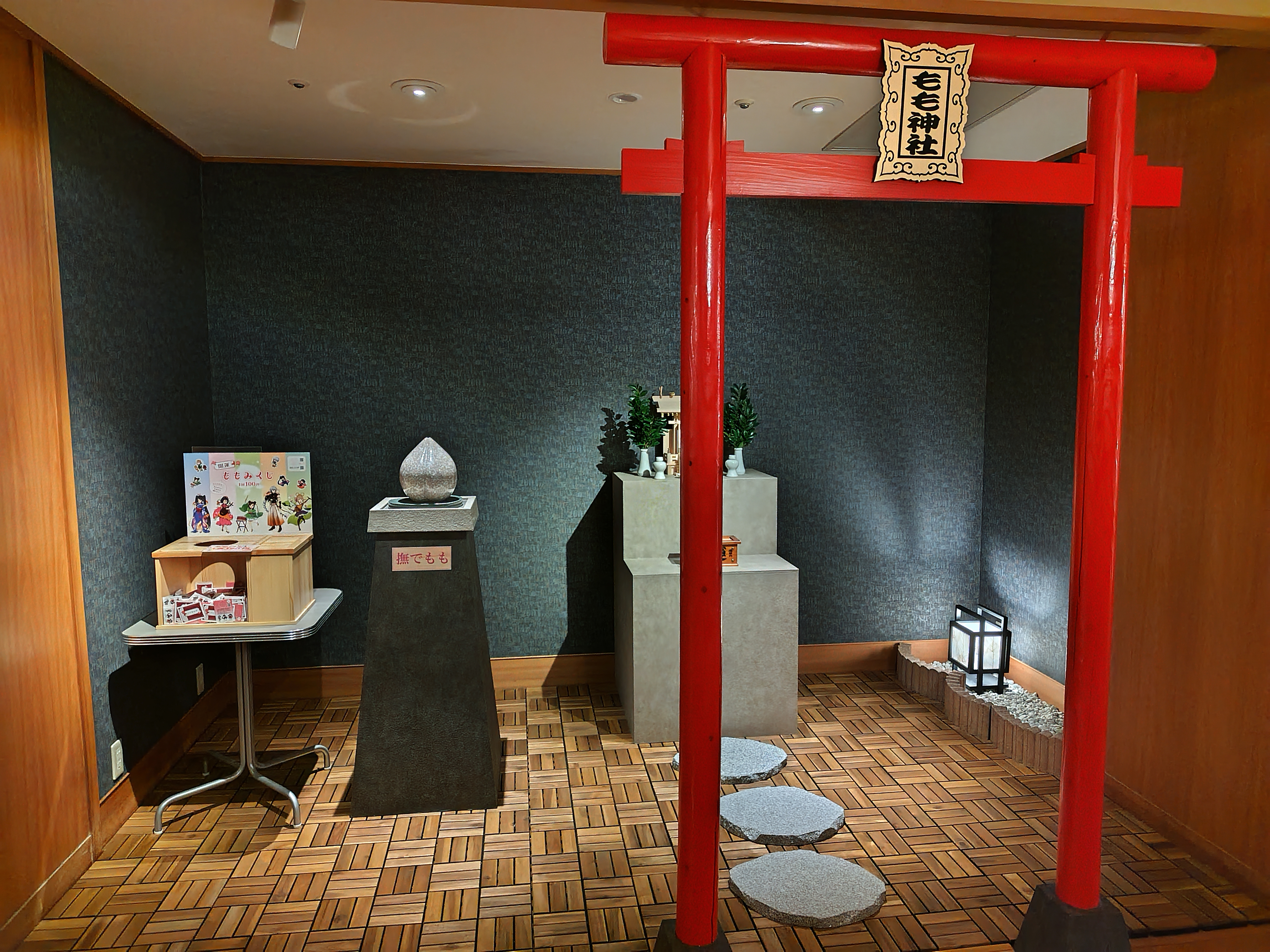
ご神体の撫で桃を祀る「もも神社」。
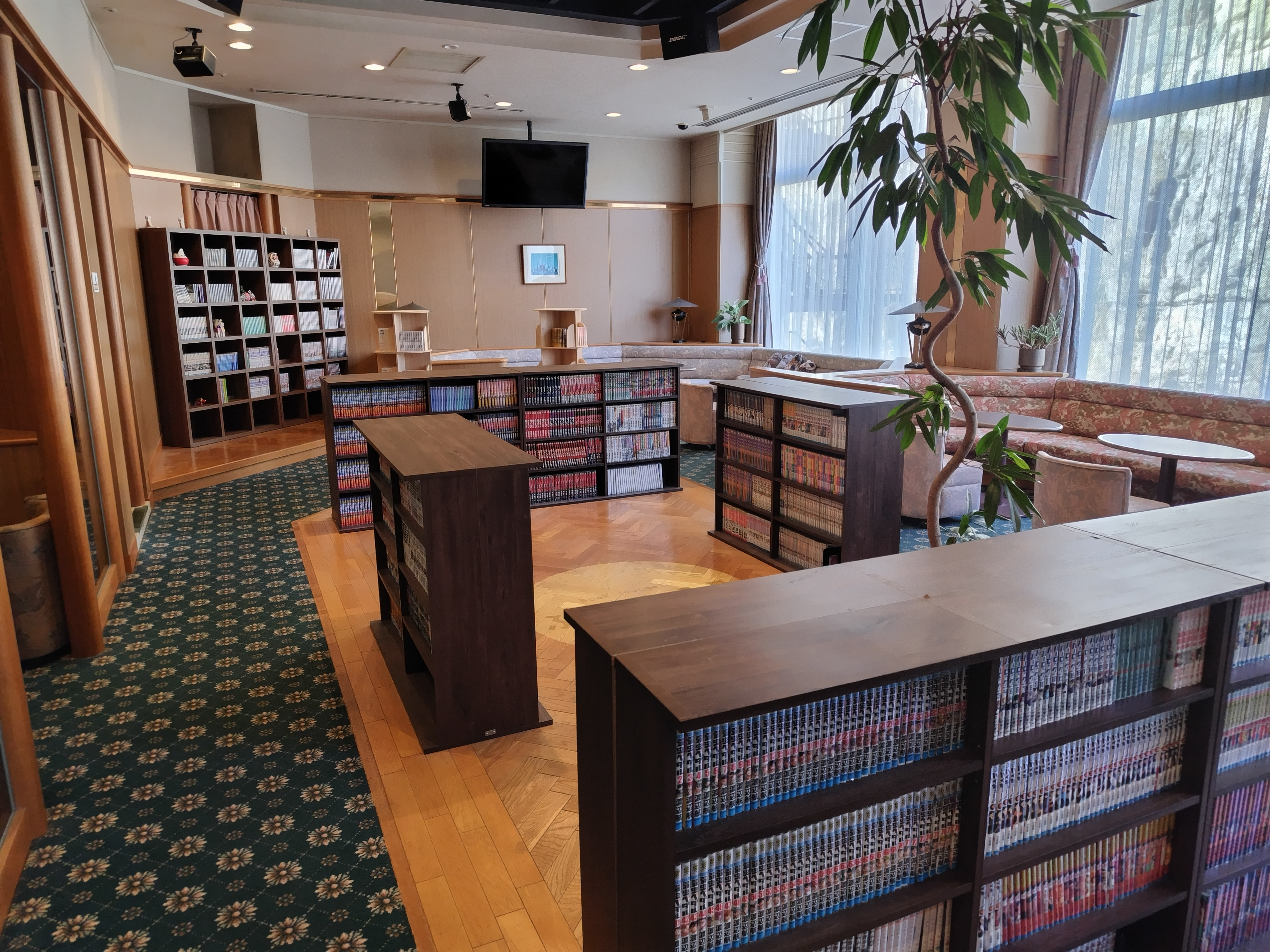
約4000冊の蔵書のあるブックラウンジ。
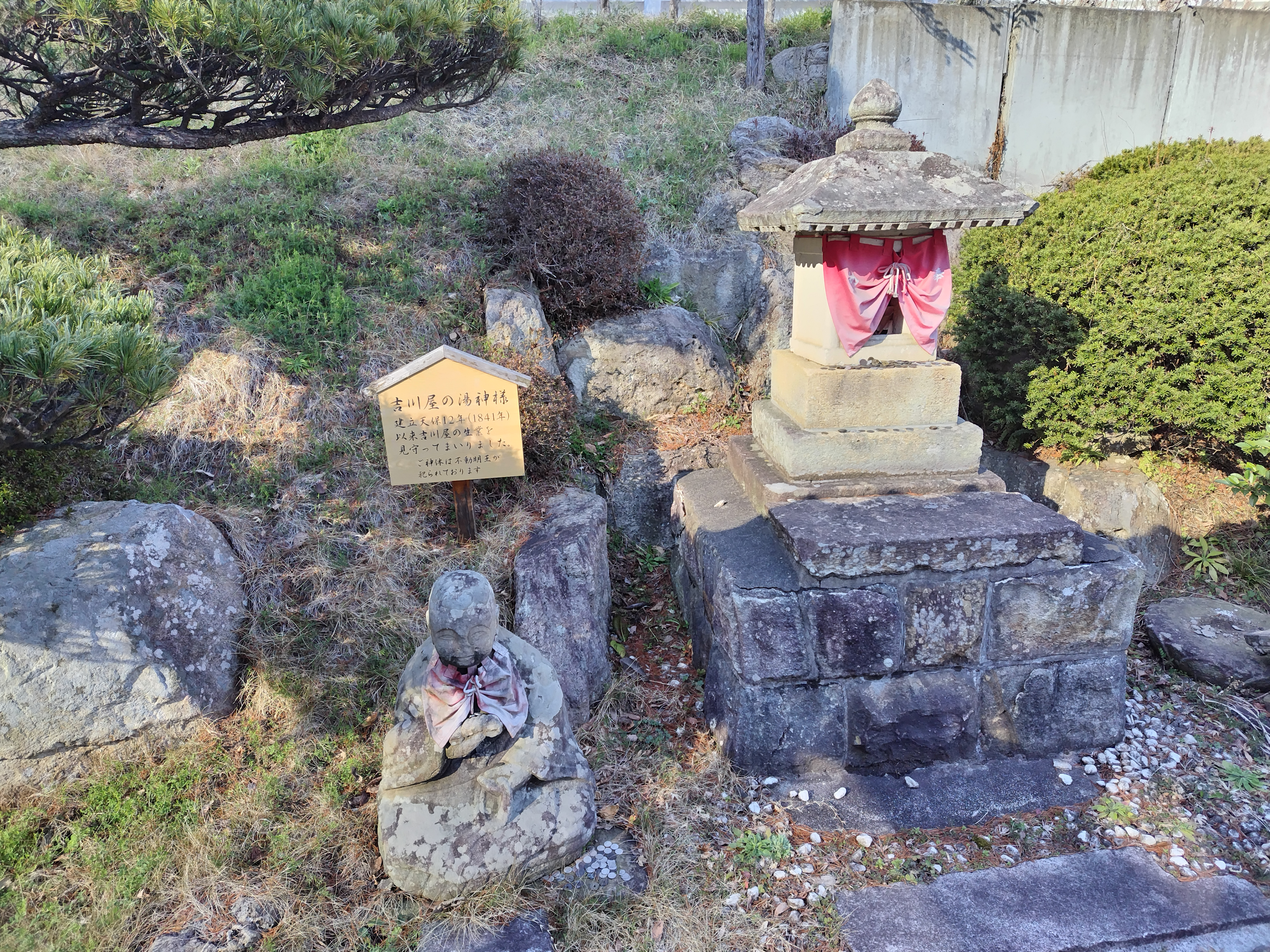
180年余りの歴史を伝える祠「湯神様」。不動明王が祀られている。

## 歴史
創業は1841年（天保12年）で、豪農の畠栄吉が半農半商で開いた湯治宿が始まりと伝えられる。第二次世界大戦後は軍閥に接収され、傷痍軍人の療養所として使用された。七代目社長が入手した昭和30年代のパンフレットによると200畳の宴会場や総大理石の大浴場を備え、温泉宿としては比較的早い時期から客室にベッドを導入していた。1984年、1989年と1996年の3回にわたり、大規模な増築が行われた。
2011年3月11日の東日本大震災では3週間全面休業し、県の要請により南相馬市や飯舘村からの被災者約230人、復興支援関係者約400人を受け入れた。2019年コロナウイルス感染症の影響はさらに深刻で、2020年4月7日から2か月間の全面休館を余儀なくされたが、従業員の雇用は維持した。
平成時代の天皇・皇后は、1995年の第50回国民体育大会の際に吉川屋に宿泊。東日本大震災後の2013年7月にも福島県を行幸し、吉川屋に宿泊している。その際、桑折町の桃農家を訪問する予定であったが悪天候で急遽取りやめとなり、館内の会議室で桃農家や農業協同組合関係者らと懇談会を行った。
囲碁の本因坊戦や将棋の竜王戦の対局の場としても知られ、1995年の第48期本因坊戦、1997年の第10期竜王戦第2局以降、吉川屋で複数回開催されている。2020年11月12・13日に豊島将之と羽生善治の対局を予定していた第33期竜王戦第4局は、羽生の発熱により延期となった。吉川屋での対局は実現しなかったものの、前夜祭を急遽「歓迎の夕べ」に変更し、豊島や、立会人を予定していた島朗、サプライズゲストの日本将棋連盟会長佐藤康光らが登壇した。羽生は後日、妻とともにプライベートで福島を訪れ、吉川屋に宿泊している。